# Patnongon
Patnongon est une municipalité de la province d’Antique, aux Philippines.